# SoftSwitch
Softswitch (англ. Softswitch — програмний комутатор) — гнучкий програмний комутатор, один з основних елементів мережі зв'язку наступного покоління NGN.

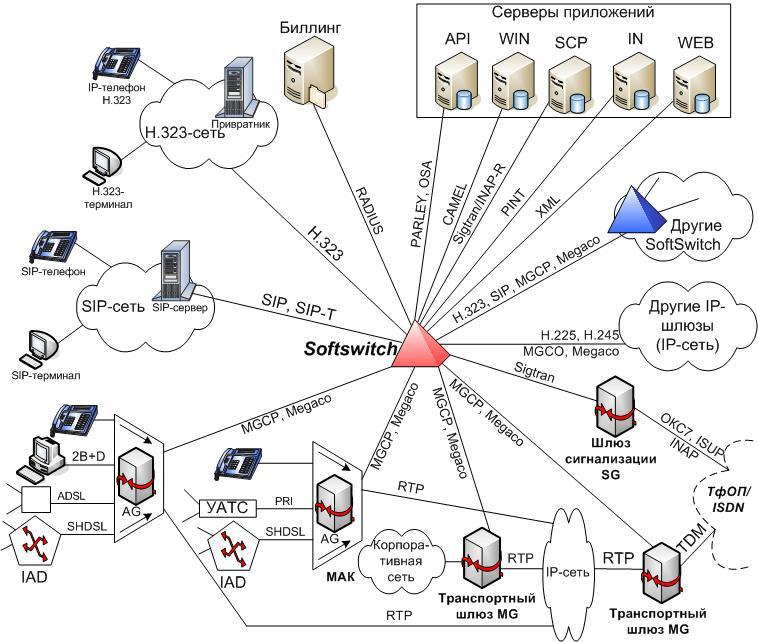
Softswitch в складі мережі нової генерації (NGN). Підписи на діаграмі російською мовою.

Softswitch — це пристрій керування мережею NGN, покликаний відокремити функції управління з'єднаннями від функцій комутації, здатний обслуговувати велику кількість абонентів і взаємодіяти з серверами додатків, підтримуючи відкриті стандарти.
SoftSwitch є носієм інтелектуальних можливостей IP-мережі, він координує управління обслуговуванням викликів, сигналізацію і функції, що забезпечують встановлення з'єднання через одну або кілька мереж.

## Надавані послуги
За рахунок доступу до різних мереж і додатків, на базі Softswitch набагато простіше організовувати різні види послуг і додаткових видів обслуговування:
- Повний набір сучасних послуг телефонії, таких як інтелектуальна маршрутизація викликів, в залежності від доступності абонента, очікування виклику, утримання та перенаправлення викликів, тристоронні конференції, парковка і перехоплення викликів, багатолінійні групи абонентів і т. д.
- Призначення прямих міських номерів на будь-яку з ліній, дозвіл або заборона певних видів вхідного/вихідного зв'язку на них, отримання статистики з'єднань.
- Широкі можливості активації та деактивації послуг і сервісів на певній телефонної лінії, за допомогою кодів активації, які набираються з телефону, за допомогою вебінтерфейсу, за допомогою звернення до голосового порталу IVR, за допомогою меню телефонного апарата.
- Голосові сервіси, такі як голосова пошта, з можливістю відправлення отриманого повідомлення на електронну пошту тощо

## Softswitch класу IV і V класу
На сьогоднішній день[коли?] Softswitch прийнято розділяти за наявністю/відсутністю абонентської бази і взаємодії з апаратами кінцевих користувачів.
Softswitch класу IV — призначений для організації транзитного центру в деяких операторських мережах. Він здійснює маршрутизацію і розподіл викликів в IP мережах на магістральному рівні, забезпечуючи транзит і перерозподіл трафіку, одержуваного від регіональних сегментів.
Softswitch класу V — програмні комутатори 5 класу відрізняються можливістю роботи безпосередньо з кінцевими абонентами мережі і надають їм як транспортні послуги, так і додаткові види обслуговування (ДВО).